# Makedonci v Albaniji
Makedonci Albanije so uradno priznana manjšina v Albaniji. V popisu prebivalstva iz leta 1989 se je 4.697 ljudi opredelilo za Makedonce. Najboljše pogoje manjšine imajo Makedonci v občini Prespa, kjer sestavljajo 99% prebivalstva in uporabljajo materni jezik kot priznani jezik manjšine v Albaniji. Makedonske organizacije opozarjajo, da je število Makedoncev v Albaniji podcenjeno in nimajo svojih političnih predstavnikov v vladi in parlamentu. Tisti, ki se opredelijo za Makedonce zunaj Prespanske in Devolske regije, pa niso priznani kot manjšina in nimajo več istih pravic.

## Naseljenost
Največje število Makedoncev v Albaniji živi v Mali Prespi in Golem Brdu. Regija se nahaja zahodno od Ohridskega in Prespanskega jezera v republiki Albaniji (predstavlja del Makedonske regije). Makedonci predstavljajo večino prebivalstva v krajih,  Lajthizë, Pustec, Zaroshka, Tserje, Šulin, Glubočani, Dolna Gorica, Bezmishti in Gorna Gorica. Administrativno ti kraji tvorijo občino Prespo (makedonsko Мала Преспа). Središče občine je Pustec. Vasi, kot so Progun, Rakitsko, Suec, Zagradec in Vrbnik, so prav tako naseljena z Makedonci in predstavljajo občino Devol.
Prebivalci regije Gora so v večini Makedonci muslimanske veroizpovedi (makedonsko Torbeši), število teh skupaj z Kosovsko regijo Gora je predvideno od 40,000 - 120.000.
Kljub velikemu izseljevanju zaradi slabih ekonomskih razmer, se je po statistiki število Makedoncev v Albaniji v zadnjih 50. letih podvojilo. 
- 1950 -2.273
- 1955 -3.341
- 1960 -4.235
- 1979 -4.097
- 1989 -4.697

## Veroizpoved
Veroizpoved Makedoncev v Albaniji v večini predstavlja pravoslavje in islam. Torbeši, so islamske veroizpovedi in naseljujejo pokrajino Gora, medtem ko pravoslavni Makedonci naseljujejo pokrajino Prespa. Pravoslavni Makedonci v Albaniji so pod jurisdikcijo Albanske pravoslavne cerkve, skupnost pa zaključuje gradnjo eno od mnogih že začetih cerkva, ki bodo pod okriljem Makedonske cerkve (MPC).Cerkev Sv.Arhangela Mihaela, so začeli graditi v letu 2000, gradnjo cerkve Sv.Marije pa v celoti financira MPC.

## Gospodarstvo
Ozemlje na katerem živijo Makedonci, je eno od naj revnejših v Albaniji. Prebivalstvo se ukvarja z ribolovom, poljedelstvom in živinorejo. Po zamenjavi političnega sistema in odprtju meja, se je del prebivalstva preusmeril k trgovinskim dejavnostim. Slab ekonomski razvoj regije predstavlja slaba cestna infrastruktura, ki je skoraj da ni. Politična obljuba županov pa je bila izgradnja ceste do mejnega prehoda Stenje, ki bo regijo povezal z Republiko Makedonijo, v kateri veliko ljudi išče vir dohodka.

## Izobraževanje in mediji
Trenuto imajo Makedonci dve radio postaji v Albaniji, Radio Prespa, ki je ustanovljena 07. Novembra 2002, oddaja samo v makedonščini in radio Korče ki oddaja program v Makedonščini, vsakodnevno po trideset minut, za Makedonsko manjšino. Tv postaja omogoča sprejemanje makedonskih programov. Ustanovljenih je bilo tudi veliko tiskanih medijev, ki pa so zaradi finančnih razlogov propadli. Trenutno je edini tiskani medij tednik Prespa.
Makedonska manjšina ima na voljo nekaj šol, kjer poteka izobraževanje v maternem jeziku. Srednja šola v okraju Prespa, ena osnovna šola v Dolni Gorici, šest osnovnih šol v vaseh Djellas, Lajthize, Zaroshke, Gorna Gorica, Kallamas in Globočani. V vseh teh šolah 20 odstotkov predavanja poteka  v maternem jeziku, in sodelujejo s šolami v republiki Makedoniji. Vsi profesorji izhajajo iz lokalne regije in imajo ustrezno izobrazbo.

## Politične in kulturne organizacije
V devedesetih letih (1991),je bila ustanovljena stranka  Bratska  (Politično društvo Makedoncev v Albaniji). Poleg nje so bila ustanovljena še druga društva kot so:
- Makedonska Alijansa (stranka za evropsko integracijo)
- Prespa
- Mir
- Bratstvo
- MED (Društvo Egejskih Makedoncev)

Trenutno nobena od makedonskih strank nima predstavnika v Albanskem parlamentu, veliko pa je Makedonskih predstavnikov v lokalni samoupravi. Župan občine Pustec je Edmond Vangel Temelko, ki je na lokalnih volitvah leta 2007, kot predstavnik Makedonske Alianse zamagal. Makedonci imajo svoje predstavnike tudi v občinah  Zvezda and Gorna Gorica.